# الفارس الأخضر (رواية)
الفارس الأخضر (بالإنجليزية: The Green Knight) هي رواية للكاتبة البريطانية آيريس مردوك، نشرت عام 1993، لأول مرة عن دار نشر تشاتو آند ويندوس.